# ماريكا ماتسوموتو
ماريكا ماتسوموتو (باليابانية: 松本まりか) مواليد 12 سبتمبر 1984، هي مؤدية أصوات يابانية.

## الأعمال

### مسلسلات أنمي
- بوكيمون

### ألعاب
- فاينل فانتسي X
- فاينل فانتسي X-2
- المملكة هارتس II
- فاينل فانتسي تايب-0

## روابط خارجية
- ماريكا ماتسوموتو على موقع IMDb (الإنجليزية)
- ماريكا ماتسوموتو على موقع ميوزك برينز (الإنجليزية)
- ماريكا ماتسوموتو على موقع ديسكوغز (الإنجليزية)
- ماريكا ماتسوموتو على موقع قاعدة بيانات الفيلم (الإنجليزية)
- ماريكا ماتسوموتو على موقع ANN person (الإنجليزية)